# Extranukleäre Vererbung
|  | Dieser Artikel wurde aufgrund von formalen oder inhaltlichen Mängeln in der Qualitätssicherung Biologie zur Verbesserung eingetragen. Dies geschieht, um die Qualität der Biologie-Artikel auf ein akzeptables Niveau zu bringen. Bitte hilf mit, diesen Artikel zu verbessern! Artikel, die nicht signifikant verbessert werden, können gegebenenfalls gelöscht werden. Lies dazu auch die näheren Informationen in den Mindestanforderungen an Biologie-Artikel. |

Als extranukleäre Vererbung bezeichnet man die Weitergabe genetischer Informationen, welche nicht in Abhängigkeit von der chromosomalen Desoxyribonukleinsäure (DNA) vererbt werden. Daher wird dieser Vorgang auch extrachromosomale Vererbung genannt. Hierbei befinden sich die Erbinformationen nicht auf den Chromosomen im Zellkern, sondern auf den Mitochondrien und Plastiden. Diese Zellorganellen befinden sich außerhalb des Zellkerns und verfügen über eigenes Erbgut.

## Extranukleäre Vererbung durch Mitochondrien
Bei der mitochondrialen Vererbung werden bei der Befruchtung einer Eizelle Mitochondrien und die sich darin befindenden Erbinformation an die Zygote weitergegeben. Somit wird mitochondriale DNA (mtDNA) vererbt. Mitochondrien können ausschließlich maternal (mütterlich) vererbt werden. Mitochondrien werden über Eizellen weitergegeben, da sich in Spermien aufgrund von Platzmangel ausschließlich haploide Chromosomensätze und keine Zellorganellen befinden. Folglich unterliegt die Vererbung der betroffenen Gene, die sich auf den Mitochondrien befinden, nicht den Mendelschen Vererbungsregeln.

## Folgen bei Mutationen der mtDNA
Da Mitochondrien ausschließlich über die maternale Linie vererbt werden, erfolgt somit unter Umständen auch die Vererbung mutierter mtDNA von der Mutter. Da väterliches Erbgut in dem Fall nicht vererbt werden kann, wird die Mutation der mtDNA von der Mutter an alle Nachkommen weitergegeben. Mutierte mtDNA kann mitochondriale Erbkrankheiten zur Folge haben.

## Extranukleäre Vererbung durch Plastiden
Bei dieser speziellen extranukleären Vererbung handelt es sich um die Vererbung von Plastiden bei Pflanzen. Durch die Plastiden werden betroffene Gene, welche sich auf dem Organell befinden, weitergegeben.

## Vergleich: Vererbungsvorgang durch Mitochondrien und Plastide
Anders als bei der mitochondrialen Vererbung bei Menschen, gibt es bei der Vererbung von Plastiden bei Pflanzen verschiedene Vererbungsarten. Der jeweilige Vererbungsvorgang ist abhängig von der Pflanzenart. Plastidengene werden bei grob abgeschätzt mehr als zwei Drittel der Pflanzenarten maternal weitergegeben. Bei den übrigen ist Vererbung meist sowohl in der maternalen wie in der paternalen Linie möglich (biparentale Vererbung). Rein paternale Vererbung (über den Pollen) kommt auch vor, ist aber seltener. Die DNA der nicht weitergegebenen Linie wird enzymatisch abgebaut und so entfernt. Auch in Fällen normalerweise rein maternaler Vererbung kommt es aber nicht selten zu „leakage“, d. h. einige Plastiden rutschen quasi durch den Eliminationsmechanismus durch und werden dann ausnahmsweise in väterlicher Linie weitergegeben. Anders als bei uns können bei Pflanzen, je nach Art, auch die mitochondrialen Gene in paternaler Linie, oder biparental, vererbt werden.